# MaYan
MaYaN — нидерландская симфоник-дэт-метал-группа, образованная в 2011 году вокалистом Марком Янсеном, клавишником Яком Дриссеном (нидерл. Jack Driessen) и гитаристом Франком Схипхорстом (нидерл. Frank Schiphorst). Название группы было выбрано Марком из-за его заинтересованности в культуре майя.

## Участники
- Марк Янсен — гроулинг, скриминг (c 2010 года)
- Ариен ван Веезенбеек (нидерл. Ariën van Weesenbeek) — барабанщик, гроулинг (c 2010 года)
- Як Дриссен — клавишные, скриминг (c 2010 года)
- Франк Схипхорст — гитарист (c 2010 года)
- Роб ван дер Лоо — бас-гитарист (с 2011 года)
- Laura Macrì — вокал (с 2013 года, концертный участник в 2011—2012 годах)
- Henning Basse — вокал (с 2013 года, концертный участник в 2011—2012 годах)
- Merel Bechtold — гитарист (с 2013 года)

### Бывшие участники
- Sander Gommans — гитары (2010)
- Jeroen Paul Thesseling — безладовая бас-гитара (2010—2011)
- Isaac Delahaye — гитары (2010—2013)

## Дискография
- Quarterpast (2011)
- Antagonise (2014)
- Dhyana (2018)[2]